# 리처드 헨더슨
리처드 헨더슨(영어: Richard Henderson, CH, FRS, FMedSci, 1945년 7월 19일 ~ )은 영국의 생물학자이다. 2017년에 생체 분자의 고해상도 구조 결정을 위한 저온전자현미경을 개발한 공로로 자크 뒤보셰, 요아힘 프랑크와 함께 노벨 화학상을 수상했다.

## 서훈
- 2018년 컴패니언 오브 아너(CH; Order of the Companions of Honour)[2]